# Stammenmühle
Die Stammenmühle ist eine denkmalgeschützte Turmwindmühle mit Steert in Hinsbeck, einem Ortsteil von Nettetal im Kreis Viersen (Nordrhein-Westfalen).
Die Windmühle wurde 1854 aus Backstein errichtet. Sie liegt oberhalb von Hinsbeck an der Grefrather Straße und gilt als Wahrzeichen des Ortes. 1913 wurde eine dieselbetriebene Getreidemühle installiert; seit 1928 wurde die Windmühle nicht mehr genutzt und begann zu verfallen. 
Die hölzernen Segelgatterflügel wurden um 1990 rekonstruiert. 2020 wurden die inzwischen morschen Flügel demontiert; 2021 sollen neue Flügel montiert werden.